# منصور العمري
منصور العمري : صحفي سوري ومدافع عن حقوق الإنسان، ساهم في توثيق انتهاكات حقوق الإنسان في سوريا مع بداية الانتفاضة السورية. ولد العمري في العاصمة السورية دمشق عام 1979 لعائلة من الطبقة المتوسطة، في دمشق ونشأ فيها. درس العمري الأدب الإنجليزي في جامعة دمشق، بدأ حياته المهنية في الترجمة والصحافة حين كان طالباً في الكلية.

## المهنة
في عام 2010 رأس تحرير القسم الإنجليزي في مجلة السلام الأسبوعية، الطبعة السورية من المجلة الأميركية، ثم عمل المترجم الرسمي لمهرجان دمشق السينمائي للفيلم القصير، ولعب في وقت لاحق دوراً أساسياً في نقل وجهة النظر الغربية عن الشأن السوري إلى العالم العربي، من خلال كتاباته في صحيفة أورينت، ووسائل الإعلام المحلية السورية. وعمل أيضا في الترجمة لهيومن رايتس ووتش، والمركز السوري للإعلام وحرية التعبير ومركز توثيق الانتهاكات في سوريا وغيرها.
اعتقل العمري في 16 فبراير 2012 من قبل جهاز المخابرات التابعة للقوات الجوية السورية من مكاتب المركز السوري للإعلام وحرية التعبير . وألقي القبض على جميع أعضاء المركز، بما في ذلك مازن درويش، رئيس المركز والمدونة رزان غزاوي. وأفرج عن ثمانية منهم في مايو/أيار 2012. وكان منصور يخضع للاختفاء القسري مع عدم وجود أي معلومات رسمية عن وضعهم أو مكان وجودهم. حتى أطلق سراحه في 6 فبراير/شباط عام 2013.
عينت منظمة العفو الدولية العمري سجين رأي "، وهم المعتقل فقط بسبب ممارسته السلمية لحقه في حرية التعبير وتكوين الجمعيات، وأدانت اعتقاله عشرات منظمات حقوق الإنسان الدولية، بما في ذلك الشبكة العربية لمعلومات حقوق الإنسان، هيومن رايتس ووتش، مؤشر على الرقابة، والمعهد الدولي للصحافة، مراسلون بلا حدود، والمنظمة العالمية لمناهضة التعذيب، وشاركوا في توقيع على رسالة تدعو للإفراج الفوري عن العمري. أدانت كاثرين أشتون، الممثل السامي الاتحاد للشؤون الخارجية والسياسة الأمنية للاتحاد الأوروبي، أدان أيضا اعتقال، داعية النظام السوري إلى إطلاق سراح العمري وزملاؤه على الفور.

## الجوائز
- حاز منصور العمري، جائزة PEC في حزيران 2012، وتمنح جائزة PEC سنوياً من قبل لجنة PEC لمكافأة شخص أو منظمة عمل لحماية الصحفيين وحرية الصحافة، في ذلك الوقت كان العمري ما زال محتجزاً.
- في عام 2013 حصل العمري على جائزة هيلمان هاميت، للكتاب الذين أبرزوا التزامهم بحرية التعبير وشجاعتهم في مواجهة الاضطهاد السياسي.

## بعض الأعمال
- الشأن السوري في عيون الغرب
- السوريون .. يتعرضون للتعذيب لكتم أصواتهم
- الحرب العربية الباردة
- بين حرية التعبير والعنصرية
- أطفال سوريا مؤتمر برلين
- الحرب السوريّة في أدبيّات العلوم السياسيّة
- اختفاء الحقوقية رزان زيتونة
- الأمم المتحدة: أطفال سوريا الخاسر الأكبر جراء الحرب الدائرة

## روابط خارجية
- دار نون للنشر .. الشأن السوري في عيون الغرب
- كتاب (الشأن السوري في عيون الغرب): عن "الجهادي" و"الصحفي المسلح"!
- Amnesty International-Mansour Al Omari
- PEC award 2012
- Damascus Center for Human Rights Studies
- The International Federation for Human Rights
- "YouTube - Rights group says Syria uses torture". youtube.com. مؤرشف من الأصل في 2020-06-30. اطلع عليه بتاريخ 2014-03-24.